# 盧簡求
盧簡求（789年—864年），字子臧，祖籍范阳涿县（今河北省涿州市），盧綸之子。盧簡求有十個孩子，其中以盧嗣業、盧汝弼最知名。著有《禪門大師碑陰記》、《杭州鹽官縣海昌院禪門大師塔碑》等著作。

## 生平
盧簡求與兄弟盧簡能、盧弘止、盧簡辭皆有文名，同為進士。
長慶元年（公元821年）盧簡求考取進士，盧簡求原為江西王仲舒從事，後來分別為裴度（舉薦為殿中侍御史、監察御史、記室）、元稹（徵闢為浙東、江夏二府掌書記）所徵闢，又輔佐牛僧孺鎮守襄陽，特徵盧簡求為觀察判官。遷任戶部員外郎。會昌年間，忠武節度使李彥佐被任命為招討使，而盧簡求被特選為副使，前往討伐劉稹。平定劉稹後，盧簡求入朝先後擔任吏部員外郎、吏部郎中，之後歷任蘇、壽二州刺史。
會昌二年（公元842年），齊安圓寂，唐宣宗御賜號悟空以御詩追悼。後來盧簡求為悟空禪師建塔。
大中二年（公元848年），盧簡求廢天佑寺建定州文廟。
大中七年（公元853年）正月九日，溈山靈祐禪師去世。時任四鎮北庭行軍涇原等州節度使、右散騎常侍的盧簡求為禪師撰寫碑銘，李商隱為之題寫匾額。
盧家後來因與宰相不和，盧簡求被降職為左庶子分司，數年後，盧簡求被任命為壽州刺史。大中九年（公元855年），項擾邊境，盧簡求任涇原渭武節度使。徙義武、鳳翔、河東三鎮節度使。當時太原兼統退渾、契苾、沙陀三種游牧民族，他們驍悍善戰，原本的太原鎮統領以詛咒、結盟，或留人質等方法來統治，然而他們還是時常作亂。盧簡求則以放還人質，用恩信對待他們，他們憚其恩信，不敢作亂。盧簡求還任四鎮北庭行軍、涇州刺史、押蕃落等使、檢校左散騎常侍、上柱國、范陽縣開國男食邑三百戶。十一年（公元857年），盧簡求遷任檢校工部尚書、定州刺史、御史大夫、義武軍節度、北平軍等使。
大中十二年（公元858年），僧人清蟄募刺史盧簡求重建支硎山東邊的觀音寺。
大中十三年（公元859年），就任檢校刑部尚書、鳳翔尹、鳳翔隴西節度觀察等使。十四年（公元860年）八月，盧簡求接替裴休為太原尹、北都留守，充河東節度觀察等使。
咸通初，盧簡求因病請辭，朝廷準以太子太師致仕。遷回洛陽。
咸通五年（公元864年）十月，盧簡求去世，時年七十六歲。朝廷追贈為尚書左僕射。

## 軼事

### 元稹風流
元稹在浙江七年，一次因酒醉在東武亭題詩，詩曰：「役役行人事，紛紛碎簿書。功夫兩衙盡，留滯七年餘。病痛梅天發，親情海岸疏。因循未歸得，不是戀鱸魚。」盧簡求聽後開玩笑說：「丞相雖然不是鱸魚，但好鏡湖春色阿（指劉采春）。」

### 唐人避諱
裴德融諱臯。禮部侍郎高鍇主持進士考試，裴德融參加考試。高鍇說：「你忌諱臯字（高與臯諧音），在我的主持下考試，即使中進士也將一生困頓。」後來裴德融被任命為屯田員外郎。當時盧簡求任右丞，裴德融同另一位員外郎一起前去拜訪。到盧宅後，盧簡求叫那個人先進去。那人說他和裴員外一同前來拜見。於是盧簡求派人傳話，問裴德融是哪一位主考的門生，並聲稱偶然有事無法接見。裴德融聽後驚慌失措，騎馬離開。

### 杜牧與李戡
大和九年（公元835年），杜牧被朝廷徵為監察御史，赴長安任職。諫議大夫李中敏、左拾遺韋楚老、前監察御史的盧簡求向杜牧建言監察御史執法要小心謹慎，認為杜牧還年輕，應與恭謹寬厚有學識的人交友，訪求得失，對為官有所幫助，推薦可以與李戡為友。於是杜牧當日就去拜訪李戡，從此每天都有往來。

## 家庭

### 父
- 盧綸，大曆十才子之一。

### 母
- 趙櫓的姑姑。[11]

### 兄弟
- 盧弘止，官至武寧軍節度使。
- 盧簡能，唐朝鳳翔節度判官。
- 盧簡辭，唐朝忠武軍節度使、山南東道節度使。

### 子
- 盧嗣業，唐朝檢校禮部郎中。
- 盧汝弼，晚唐詩人，祠部郎中。
- 盧玄禧，過繼給盧簡辭，官至國子博士。
- 盧貽殷，過繼給盧簡辭，官至光祿少卿。[3]

### 孫
- 盧文紀，盧嗣業子，後唐末帝李從珂年間為宰相。[3][12]